# 腰新乡
腰新乡，是中华人民共和国黑龙江省大庆市杜尔伯特蒙古族自治县下辖的一个乡镇级行政单位。

## 行政区划

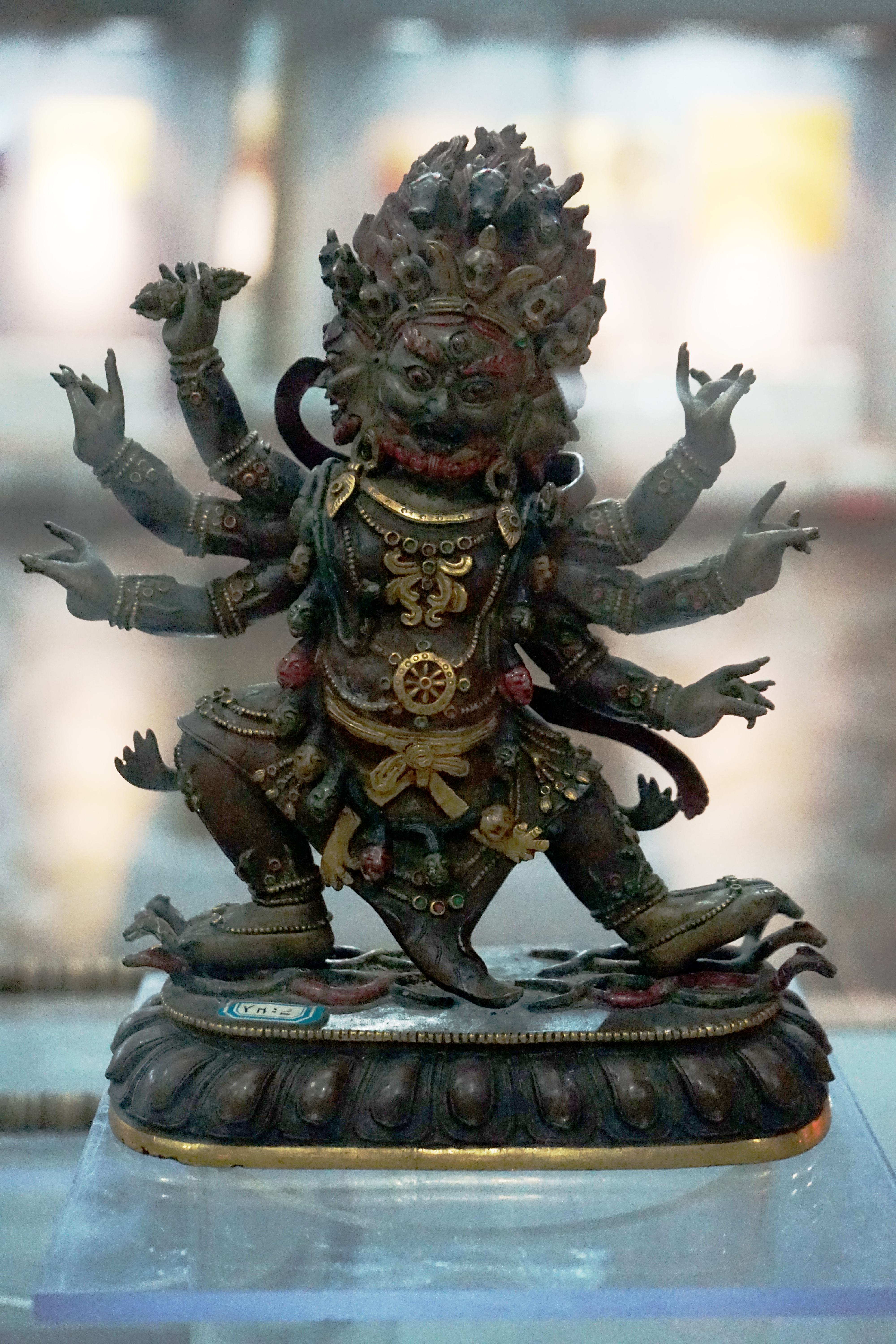
多手大德金刚罗汉。清代。腰新乡后新村征集

腰新乡下辖以下地区：
中心村、巴彦村、好尔村、兴隆村、前心村、后心村、翻身村、胜利村和石人沟渔场生活区。